# Perfect Places
"Perfect Places" é uma canção da cantora e compositora neozelandesa Lorde. A canção é o segundo single do álbum Melodrama, foi lançada em 1 de Junho de 2017 através da Universal Music Group em seu canal oficial do Youtube e nas  Plataformas de Streaming como  iTunes e Spotify. A faixa foi escrita por Lorde, Jack Antonoff e Joel Little e produzida por Lorde, Jack Antonoff e Frank Dukes.

## Recepção da Crítica
"Perfect Places" recebeu aclamação da crítica. Jenn Pelly de Pitchfork deu o título de "Melhor Nova Track" (Best New Track). Winston Cook-Wilson da Spin comparou a música com "Green Light", onde "Lorde está nos transmitido no meio de alguma festa iluminada por estroboscópios: sentindo-se rebelde, ouvindo hits de rádio tão altos que ameaçam 'explodir os alto-falantes', depois cuspir os sentimentos das músicas de volta para nós, em seu próprio caminho". Ele acrescentou: "Há um charme para a imperfeição de Perfect Places, Na medida em que esta é uma música muito sobre não saber o que diabos você está fazendo ou por que ... Não há um lugar perfeito ou uma música perfeita, Aqui não é uma musa a seguir, exceto a sua, mesmo quando a perseguição deixa você se sentindo tão perdido ("jovem e com vergonha") como você estava no começo ".

## Performances Ao vivo
Lorde cantou a música no The Tonight Show Starring Jimmy Fallon em 16 de junho de 2017, no mesmo dia em que Melodrama foi lançado mundialmente em plataformas digitais e posteriormente no dia seguinte começaram a sair as versões físicas do CD.

## Charts
| Charts (2017)                                 | Pico de Posição |
| --------------------------------------------- | --------------- |
| Austrália (ARIA)                              | 44              |
| Canadá (Canadian Hot 100)                     | 76              |
| República Checa (Singles Digitál Top 100)     | 83              |
| Nova Zelândia (Recorded Music NZ)             | 11              |
| Eslováquia (Singles Digitál Top 100)          | 76              |
| Singles do RU (UK) (Official Charts Company)  | 95              |
| US Bubbling Under Hot 100 Singles (Billboard) | 13              |
| Alternative songs EUA (Billboard)             | 16              |